# Ulrich Haarlammert
Ulrich Haarlammert (* 14. Februar 1955 in Ladbergen, Nordrhein-Westfalen) ist ein deutscher Fotograf und Künstler.

## Leben und Werk
Haarlammert studierte und lehrte von 1973 bis 1981 am Fachbereich Design der Fachhochschule Münster und war von 1983 bis 1988 an der Kunstakademie Münster in der Klasse von Timm Ulrichs immatrikuliert. Das Studium schloss er mit dem Meisterschüler ab. Er ist seit 1988 Mitglied des Westdeutschen Künstlerbundes. 1991 gründete er die grafische Werkstatt Masswerke in Münster, die bildnerische Konzepte für archäologische Publikationen erstellt und realisiert. Für mehrere Museen u. a. das Stadtmuseum Münster erstellte Masswerke 3D-Ansichten, Trickfilm-Videos und Animationen, die Geschichtliches sichtbar machen.
Als freier Künstler arbeitete Haarlammert von 2010 bis 2017 in der städtischen Künstlergemeinschaft SpeicherII, sowie seit 2017 bis heute in der Ateliergemeinschaft Schulstraße e.V. Sein Hauptinteresse als bildender Künstler gilt seit 2007 dem Thema Zeit. Er fasst sein inhaltliches Interesse unter dem Arbeitstitel Gegenwarten – Kunst aus Fotos und Zeit zusammen. Mit seinen fotografischen Konstruktionen Gegenwarten setzt er sich mit dem Thema Zeit auseinander. Als Mittel dienen ihm Fotomontagen. Tages- und Nachtbilder des gleichen Ortes legt er übereinander und kreiert damit eine Wahrheit und gleichzeitig eine Lüge über die Zeit. Stunden–, manchmal tagelange Beobachtungen liefern das Material für viele seiner Fotos, die montiert eine parallele Bildwirklichkeit schaffen und die Zeitkonzepte von Vergangenheit und Gegenwart zu einem neuen, sichtbaren Moment einfrieren, und zur Abbildung eines unendlichen Moments zusammenfassen.

## Ausstellungen (Auswahl)

### Einzelausstellungen
- 2015: Temp, La Folie, (kuratiert von Thomas Gabriel), Ostbevern
- 2022: Gegenwarten in der Galerie Echtwert[4]

### Gruppenausstellungen
- 2010: Wirklichkeiten Burg Vischering mit Angelika Schirmer, (kuratiert von Reinhild Mackowiak), Lüdinghausen
- 2011: Gegenwarten Stadtmuseum Münster (mit Martina Muck), Münster
- 2020: Gegenwarten 2020 Kunst am Rand, (kuratiert von Jochen Köninger), Münster
- 2021: Zugstau, #wirvorstadttouristen, u. a. mit Martina Muck und Ruppe Koselleck, Münster
- 2024: Mauerschau, Kunst am Rand, (kuratiert von Annette Georgi), Münster-Kinderhaus[5]

## Auszeichnungen
- 2020: NRW-Künstlerstipendium

## Schriften
- Die Baugeschichte des Dominikanerklosterareals in Cölln an der Spree, Herausgegeben vom Landesdenkmalamt Berlin, Autor Michael Malliaris, mit Beiträgen von Ulrich Haarlammert und Daniel Krebs, Imhof Verlag, 2019, ISBN 978-3-7319-0668-1
- Ausgrabungen im Dom zu Osnabrück 1866 bis 2003, Autor Uwe Lobbedey, VLM, 2016, ISBN 978-3-8964-6979-3